# Багатянська сільська рада
Багатя́нська сільська́ ра́да — колишня адміністративно-територіальна одиниця та орган місцевого самоврядування в Ізмаїльському районі Одеської області. Адміністративний центр — село Багате.

## Загальні відомості
Багатянська сільська рада утворена в 1945 році.
- Територія ради: 80,01 км²
- Населення ради: 3 977 осіб (станом на 2001 рік)
- Водоймища на території, підпорядкованій даній раді: озеро Котлабух

## Населені пункти
Сільській раді були підпорядковані населені пункти:
- с. Багате

## Населення
Згідно з переписом 1989 року населення сільської ради становило 4149 осіб, з яких 2006 чоловіків та 2143 жінки.
За переписом населення 2001 року в сільській раді мешкали 3974 особи.

### Мова
Розподіл населення за рідною мовою за даними перепису 2001 року:
| Мова       | Відсоток |
| ---------- | -------- |
| болгарська | 74,93 %  |
| молдовська | 11,04 %  |
| російська  | 8,32 %   |
| українська | 5,03 %   |
| гагаузька  | 0,3 %    |
| білоруська | 0,03 %   |
| румунська  | 0,03 %   |

## Склад ради
Рада складалася з 20 депутатів та голови.
- Голова ради:
- Секретар ради: Картелян Любов Іванівна

### Керівний склад попередніх скликань
| Прізвище, ім'я, по батькові | Основні відомості                                    | Дата обрання | Дата звільнення |
| --------------------------- | ---------------------------------------------------- | ------------ | --------------- |
| Сапунжи Наталія Кирилівна   | Сільський голова, 1966 року народження, позапартійна | 26.03.2006   | 31.10.2010      |

Примітка: таблиця складена за даними сайту Верховної Ради України

### Депутати
За результатами місцевих виборів 2010 року депутатами ради стали:

#### За суб'єктами висування
| Суб'єкт висування               | Кількість обраних депутатів | %  |
| ------------------------------- | --------------------------- | -- |
| Самовисування                   | 15                          | 75 |
| Народна партія                  | 2                           | 10 |
| Комуністична партія України     | 1                           | 5  |
| Партія регіонів                 | 1                           | 5  |
| Політична партія «Наша Україна» | 1                           | 5  |

#### За округами
| № округу                        | Прізвище, ім'я, по батькові      | Дата визнання обраним | Освіта             | Партійна приналежність                | Відомості про обраного депутата                                              |
| ------------------------------- | -------------------------------- | --------------------- | ------------------ | ------------------------------------- | ---------------------------------------------------------------------------- |
| Комуністична партія України     |                                  |                       |                    |                                       |                                                                              |
| 2                               | Картелян Дар'я Миколаївна        | 02.11.2010            | середня спеціальна | член Комуністичної партії України     | пенсіонер                                                                    |
| Народна Партія                  |                                  |                       |                    |                                       |                                                                              |
| 7                               | Беженар Анатолій Антонович       | 02.11.2010            | вища               | член Народної партії                  | КП «ТМ Ізмаїлтеплокомуненерго», начальник району № 1                         |
| 14                              | Лупу Анжела Петрівна             | 02.11.2010            | вища               | член Народної партії                  | Багатянська загальноосвітня школа, вчитель історії                           |
| Партія регіонів                 |                                  |                       |                    |                                       |                                                                              |
| 8                               | Делі Петро Васильович            | 02.11.2010            | середня спеціальна | член Партії регіонів                  | сільський будинок культури, директор                                         |
| Політична партія «Наша Україна» |                                  |                       |                    |                                       |                                                                              |
| 4                               | Делі Анна Іванівна               | 02.11.2010            | середня спеціальна | член Політичної партії «Наша Україна» | ПЕС, контролер                                                               |
| Самовисування                   |                                  |                       |                    |                                       |                                                                              |
| 1                               | Д'яченко Любов Миколаївна        | 02.11.2010            | вища               | позапартійна                          | сільська рада, головний бухгалтер                                            |
| 3                               | Райлян Іван Дмитрович            | 02.11.2010            | вища               | позапартійний                         | Ізмаїльській порт, інспектор                                                 |
| 5                               | Дамаскін Петро Дмитрович         | 02.11.2010            | середня            | позапартійний                         | приватний підприємець                                                        |
| 6                               | Генов Василь Ілліч               | 02.11.2010            | середня            | позапартійний                         | приватний підприємець                                                        |
| 9                               | Прокурор Іван Гаврилович         | 02.11.2010            | середня спеціальна | позапартійний                         | АРК "Придунайська Нива ", механік                                            |
| 10                              | Мельхажева Галина Михайлівна     | 02.11.2010            | середня            | член Народної партії                  | «Дінекс-Агро», бухгалтер-ревізор                                             |
| 11                              | Шишман Дмитро Антонович          | 02.11.2010            | вища               | позапартійний                         | Багатянська загальноосвітня школа, вчитель                                   |
| 12                              | Делі Георгій Іванович            | 02.11.2010            | вища               | позапартійний                         | «Нафтогаз будізоляція», інженер                                              |
| 13                              | Картелян Любов Іванівна          | 02.11.2010            | вища               | позапартійна                          | Багатянська сільська рада, секретар                                          |
| 15                              | Сапунжи Тетяна Миколаївна        | 02.11.2010            | середня спеціальна | член Народної партії                  | приватний підприємець                                                        |
| 16                              | Георгіця Феодора Дмитрівна       | 02.11.2010            | середня спеціальна | член Соціалістичної партії України    | дошкільний заклад "Теремок ", завідувач                                      |
| 17                              | Патлавський В'ячеслав Степанович | 02.11.2010            | середня            | позапартійний                         | приватний підприємець                                                        |
| 18                              | Десяцький Едуард Дмитрович       | 02.11.2010            | вища               | позапартійний                         | тимчасово не працює                                                          |
| 19                              | Плешу Валерій Андрійович         | 02.11.2010            | вища               | член Народної партії                  | ІРУГУМНС, начальник МЧС                                                      |
| 20                              | Генова Ольга Миколаївна          | 02.11.2010            | вища               | позапартійна                          | Ізмаїльська РДА, головний спеціаліст з охорони навколозовнішнього середовища |